# Provincia de Milán
La provincia de Milán fue una provincia de Lombardía (Italia). Su capital fue la ciudad de Milán. Su población fue de 3 170 597  habitantes y su superficie de 1575 km².
Hubo en ella 134 municipios.
La nueva provincia de Monza y Brianza se creó con parte de la provincia de Milán, y estuvo plenamente efectiva en 2009. 
En 2015 fue reemplazada por la ciudad metropolitana de Milán.

## Ciudades principales por población
- Milán: 1.308.975
- Sesto San Giovanni: 81.032
- Cinisello Balsamo: 73.858
- Legnano: 58.254
- Rho: 50.584
- Cologno Monzese: 47.600
- Paderno Dugnano: 47.525
- Rozzano: 41.056
- Bollate: 36.537
- San Giuliano Milanese: 36.431
- Pioltello: 35.675
- Corsico: 34.058
- Segrate: 34.007
- San Donato Milanese: 32.563
- Abbiategrasso: 31.675
- Cernusco sul Naviglio: 30.689
- Garbagnate Milanese: 26.875
- Buccinasco: 26.700
- Parabiago: 26.638
- Bresso: 26.230
- Lainate: 25.208
- Cesano Boscone: 23.831
- Magenta (Italia): 23.510
- Peschiera Borromeo: 22.701
- Senago: 21.137
- Cornaredo: 20.461
- Novate Milanese: 20.186
- Cormano: 20.116
- Cusano Milanino: 19.468
- Arese: 19.451
- Gorgonzola: 19.384
- Settimo Milanese: 19.271
- Trezzano sul Naviglio: 19.136
- Cassano d'Adda: 18.703
- Melzo: 18.398
- Nerviano: 17.424
- Bareggio: 17.226
- Melegnano: 17.104
- Corbetta: 16.955
- Vimodrone: 16.304
- Pieve Emanuele: 15.158
- Cerro Maggiore: 14.709
- Carugate: 14.400
- Solaro: 14.064
- Rescaldina: 13.989
- Cesate: 13.726
- Opera (Italia): 13.710
- Busto Garolfo: 13.355
- Cassina de' Pecchi: 13.040
- Canegrate: 12.393
- Trezzo sull'Adda: 12.287
- Mediglia: 12.082
- Baranzate: 11.494
- Arluno: 11.446
- Sedriano: 11.182
- Paullo: 11.132
- Castano Primo: 10.938
- Pero: 10.683
- Inzago: 10.328